# Ksenija Afanas'eva
Ksenija Dmitrievna Afanas'eva, o Ksenia Afanasyeva (in russo Ксения Дмитриевна Афанасьева?; Tula, 13 settembre 1991), è un'ex ginnasta russa, specialista al corpo libero. Di tale attrezzo è stata vicecampionessa mondiale nel 2015, campionessa del mondo nel 2011 e due volte campionessa europea (nel 2013 e nel 2015). Agli europei del 2009 diventa vice-campionessa europea nel concorso individuale. È inoltre la campionessa al volteggio e al corpo libero e con la squadra russa all'Universiade del 2013. Ha rappresentato la Russia alle Olimpiadi del 2008 e del 2012, vincendo in quest'ultima la medaglia d'argento con la sua squadra. È conosciuta per la sua eleganza e originalità al corpo libero e per la sua costanza quando si tratta di aiutare la nazionale russa.

## Carriera

### 2007
Partecipa alla Coppa del Mondo a Parigi piazzandosi seconda alla Trave con il punteggio di 15.175.

### 2008: Olimpiadi di Pechino
Partecipa ai Campionati Europei di Clermont-Ferrand, dove si piazza con la squadra Russa al secondo posto, grazie anche ai suoi esercizi al Corpo libero e al Volteggio.
In seguito partecipa alla Coppa del Mondo a Tianjin piazzandosi al secondo posto al volteggio, terza alle Parallele asimmetriche e quinta alla Trave.
In agosto, Ksenija prende parte ai Giochi Olimpici di Pechino, dove riesce a qualificarsi in finale soltanto alla Trave, dove finisce settima. Contribuisce al quarto posto della squadra russa nel concorso a squadre con i punteggi di 15.075 al volteggio, 14.925 alle parallele asimmetriche e 14.375 al corpo libero.

### 2009: Campionati europei di Milano
Partecipa ai Campionati Europei di Milano. Vince l'argento nel concorso individuale dietro alla connazionale Ksenia Semenova dopo una caduta alla trave. Si classifica quarta alle parallele. A causa di un infortunio, è costretta a saltare i Campionati del mondo di Londra.

### 2010

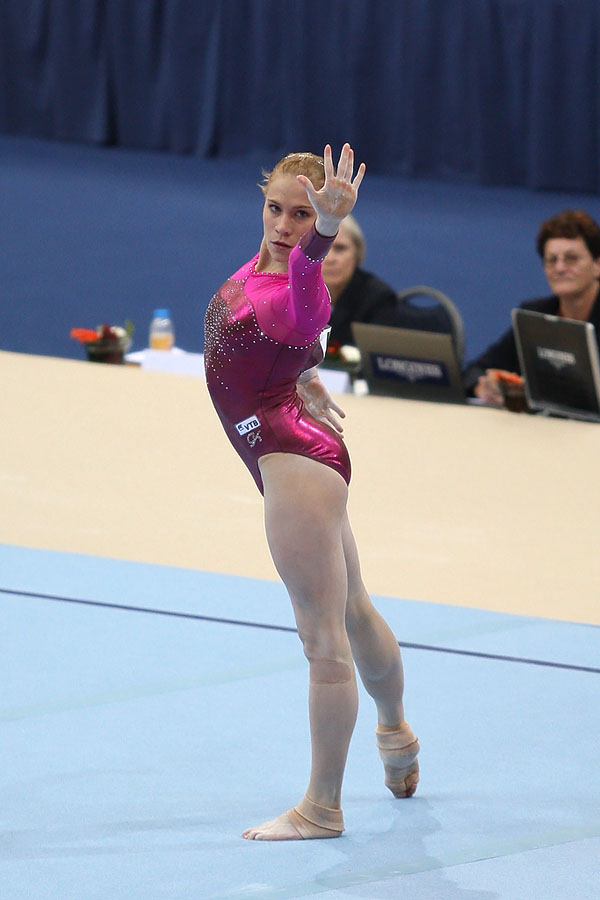
Ksenia Afanasyeva Campionati mondiali di ginnastica artistica 2010

Nel 2010 partecipa al Pacific Rim Championships a Melbourne. Arriva terza al concorso generale con un punteggio di 57.450. È inoltre terza alle parallele asimmetriche con 14.250, quarta alla trave con 14.525 e sesta al corpo libero con 13.675.
Partecipa poi all'evento della Coppa del Mondo a Mosca arrivando terza alla trave.
A luglio Ksenija prende parte alla Coppa di Giappone a Tokyo vincendo il concorso generale con il punteggio di 58.350.
A ottobre compete ai Campionati Mondiali a Rotterdam aiutando la squadra Russa a conquistare il primo posto con il suo esercizio al corpo libero. Alla finale del singolo evento però arriva ottava.

### 2011
Inizia la stagione partecipando alla Coppa del Mondo di Mosca, dove vince la medaglia d'argento a trave e corpo libero.
Ai successivi Campionati Mondiali a Tokyo esibisce un primo posto al Corpo libero e un settimo posto al Concorso generale. Contribuisce ancora al secondo posto della squadra Russa con un 14.800 al Volteggio e 14.633 al Corpo libero.

### 2012: Pre-Olimpiadi
A marzo, Ksenija partecipa ai Campionati Russi a Penza. Arriva seconda nel concorso generale individuale con un complessivo di 58.387 punti. Nelle finali ad attrezzo arriva prima alla trave (14.980) e seconda al corpo libero (14.180). Qui subisce un piccolo infortunio alla gamba, "Spero davvero di recuperare in fretta, in modo da avere il tempo di preparare gli Europei. Non partecipando a questo torneo, sarà molto difficile ottenere un posto nella squadra olimpica. La selezione passa attraverso diverse fasi tra cui gli Europei e la Russian Cup."
Non riesce a recuperare per partecipare ai Campionati Europei, dove la squadra russa arriva seconda, dietro la Romania. Il mese successivo, però, compete alla Russian Cup di Penza dove arriva quarta nel concorso individuale (56.067).

#### Olimpiadi di Londra
Il 29 luglio, con la giornata di qualificazione femminile, inizia la sua avventura olimpica come capitano della squadra russa. Compete in due attrezzi e contribuisce a far qualificare la squadra russa al secondo posto, con un complessivo di 180.429, dietro gli Stati Uniti di un punto circa (181.863). Individualmente svolge dei buoni alla trave (15.066) e al corpo libero (14.833) dove si qualifica per la finale rispettivamente al settimo e quarto posto.
Il 31 luglio compete ancora in due attrezzi per la finale a squadre. Con una buona trave (14.833) ma un corpo libero con una disastrosa caduta (14.333), vince l'argento insieme alla squadra russa. Il 7 agosto, durante le finali ad attrezzo, arriva quinta alla trave (14.583) e sesta al corpo libero (14.566), non riuscendo a confermare il suo oro ai Mondiali di Tokyo.

### 2013: Campionati Europei di Mosca
Il 16 e 17 marzo 2013 compete all'Internazionale di Francia, tappa valida per il circuito di Coppa del Mondo. Dopo la prima giornata di gara, Ksenija riesce a qualificarsi a trave e corpo libero dove arriva rispettivamente quarta (13.066) e prima (14.633), davanti alla rumena Diana Bulimar e all'italiana Carlotta Ferlito.
In aprile viene convocata, insieme alle compagne di squadra Alija Mustafina, Anastasija Grišina, Marija Paseka e Anna Dement'eva (riserva) per partecipare ai Campionati Europei di Mosca. Durante la qualifica esegue un buon corpo libero che le permette di qualificarsi al primo posto nella finale di specialità. Un buonissimo volteggio da 14.900 e una trave pessima (13.100) non all'altezza dei suoi standard che fa sfumare la qualifica nella finale all'attrezzo. Conclude le qualificazioni con delle parallele da 12.466 che la porta ad essere l'ultima delle sue compagne nella classifica all-around e quindi a non fare parte della finale.
Ksenia si qualifica solo per la finale al corpo libero (14.633). Col punteggio di partenza più alto in finale (6.3) e una brillante esecuzione (8.866), ottiene un complessivo di 15.166 e vince l'oro, superando la seconda classificata e campionessa europea del 2012, Larisa Iordache.
A luglio partecipa alle Universiadi di Kazan, Russia. Con 56.550 punti aiuta la squadra russa a vincere la medaglia d'oro a squadre, staccando di 10 punti il Giappone, secondo classificato con 165.500 punti. Inoltre riesce a qualificarsi per le finali del concorso generale individuale, volteggio e corpo libero. Il 9 luglio, nella finale individuale, esegue un ottimo corpo libero (15.000) e un buon volteggio (14.950), ma commette parecchie imprecisioni alla trave (13.150) e alle parallele (13.750), suo attrezzo più ostico. Vince l'argento dietro alla compagna di squadra Alija Mustafina. Il giorno seguente compete nella finale al volteggio, dove vince l'oro insieme alla coreana Hong Un Jong con 15.125 punti.
In agosto viene scelta per partecipare ai Campionati Mondiali ma, a causa di un intervento al piede, è costretta a rinunciare alla competizione.

### 2015:Campionati Europei di Montpellier; Campionati mondiali di Glasgow
Il suo ritorno alle competizioni internazionali avviene nell'aprile 2015 ai VI Campionati europei individuali di ginnastica artistica. Ksenia prende parte a due finali ad attrezzo , al volteggio con 14.866 è di bronzo dietro l'elvetica Giulia Steingruber argento e la connazionale Marija Paseka che vince la medaglia d'oro e al corpo libero dove diventa per la seconda volta , lo era già stata nel 2013, campionessa d'Europa vincendo l'oro con 14.733 davanti alla specialista britannica Claudia Fragapane e a Giulia Steingruber.
Viene scelta per rappresentare la Russia ai Mondiali di Glasgow. La squadra russa ottiene la qualificazione per le Olimpiadi di Rio. Individualmente, con il punteggio di 15.100 vince la medaglia d'argento al corpo libero davanti a Maggie Nichols e dietro a Simone Biles.

### 2016: Campionati Nazionali; Campionati Europei di Berna; Ritiro
L'Afanasyeva garegga ai Nazionali russi in Aprile, dove vince la medaglia d'oro con la squadra e al corpo libero. Nel mese di giugno, viene scelta per rappresentare la Russia ai Campionati Europei di Berna, Svizzera. A causa di un infortunio, riesce a competere solo al volteggio. Vince comunque la medaglia d'oro con la squadra e il bronzo al volteggio.
Nel mese di Luglio viene ricoverata per problemi al ginocchio, perdendo così la possibilità di partecipare alle Olimpiadi di Rio. Segue la sua decisione di ritirarsi dall'attività agonistica.